# 도쿠시마역
도쿠시마역(일본어: 徳島駅)은 일본 도쿠시마현 도쿠시마시에 위치한 철도역이다.

## 이용가능한 철도 노선
- JR 시코쿠
  - 고토쿠 선](T)
    - 특급 우즈시오 다카마쓰, 오카야마 방면

  - 도쿠시마 선(B)
    - 특급 쓰루기산 아와 이케다 방면

  - 나루토선(N)
  - 무기 선(M)
    - 특급 무로토 무기 방면
    - 특급 홈 익스프레스 아난 아난 방면

## 타는 곳
형식이 혼합식 승강장 2면 4선.
개찰구를 들어 정면 2 번선이다. 1 번선은 막 다른 골목 식이다. 3,4 번선은 섬식이다.

## 버스 터미널
도쿠시마 역 앞 은 도쿠시마 시의 버스 터미널이있다.
- 일반 노선 버스 도쿠시마 시내, 나루토시, 고마쓰시마시, 아난시 방면
- 고속 버스 주로 JR 시코쿠 버스와 도쿠시마 버스가 운행하고있다. 왕복 권 등은 공통으로 사용할 노선 사용할 수 없는 노선으로 나누어 져있다.

| 목적지           | 운행업체 | 주요 정차 지역                                                             | 배차 간격                            |
| ---------------- | -------- | -------------------------------------------------------------------------- | ------------------------------------ |
| 도쿄(야간)       | JR       | 신주쿠, 도쿄역, 신키바역                                                   | 1회                                  |
| 도쿄(야간)       | 도       | 시부야역, 하마마쓰초역, 시나가와역                                         | 2회                                  |
| 나고야(야간)     | JR       | 쿠와나역, 나고야역                                                         | 1회                                  |
| 나고야(낮, 야간) | 도       | 사카에, 나고야역                                                           | 2회(낮 1회, 야간 1회) 운휴일이 있다. |
| 히라카타         | 도       | 네야가와시역, 히라카타시역                                                 | 2회                                  |
| 오사카           | JR       | 고속 마이코, 난바 OCAT(JR 난바 역), 오사카역, 유니버설 스튜디오 재팬(일부) | 30~60분                              |
| 오사카           | 도       | 고속 마이코(일부), 우메다, 난바 난카이, 유니버설 스튜디오 재팬(일부)       | 30~60분                              |
| 간사이 공항      | 도       | 간사이 국제 공항                                                           | 45~145분                             |
| 고베             | JR       | 고속 마이코, 산노미야역 (민트 고베), 신고베 역, 고베 공항(일부)            | 15~60분                              |
| 고베             | 도       | 고속 마이코, 산노미야 역 (한신)                                            | 15~60분                              |
| 오카야마         | 도       | 오카야마역                                                                 | 3회                                  |
| 히로시마         | 도       | 나카쓰치 역, 히로시마역                                                    | 2회                                  |
| 다카마쓰         | 도       | 다카마쓰역                                                                 | 40~95분                              |
| 마쓰야마         | JR,도    | 미시마 가와노에 나들목, 산노미야역 (민트 고베), 마쓰야마시 역, 마쓰야마역  | 50~200분                             |
| 고치             | JR,도    | 고치역, 하리마야바시                                                       | 4회                                  |

## 역세권 정보
- 국도 제11호선
- 국도 제192호선
- 국도 제438호선
- 도쿠시마 현도 제13호선
- 도쿠시마 현도 제30호선
- NHK 도쿠시마 방송국

## 역사
- 1899년 2월 16일: 영업 개시.
- 1907년 9월 1일: 국유화.
- 1987년 4월 1일: 시코쿠 여객철도에 이관.

## 인접역
| 시코쿠 여객철도 ■ 고토쿠 선    | 시코쿠 여객철도 ■ 고토쿠 선 | 시코쿠 여객철도 ■ 고토쿠 선 |
| ------------------------------ | --------------------------- | --------------------------- |
| T 01 / B 01 사코 다카마쓰 방면 |                             | 시·종착역                   |
| 시코쿠 여객철도 ■ 무기 선      |                             |                             |
| 시·종착역                      |                             | 아와토미다 M 01 가이후 방면 |